# Laurits Hansen
Laurits Hansen, född 24 oktober 1894, död 23 februari 1965, var en dansk fackföreningsman och politiker.
Laurits Hansen var 1925–1936 ordförande i Dansk Kedel- og Maskinpersonalforbund, 1936–1939 sekreterare och 1939–1942 ordförande i De samvirkende Fagforbund och var 1942–1943 socialminister i Erik Scavenius' regering. Han måste 1945 avsäga sig sina offentliga uppdrag på grund av så kallat onationellt uppträdande under ockupationen.